# Вальд-ім-Пінцгау
Вальд-ім-Пінцгау —  містечко та громада в австрійській землі Зальцбург. Містечко належить округу Целль-ам-Зе.
Вальд-ім-Пінцгау на мапі округу та землі.